# 3395 Jitka
3395 Jitka är en asteroid i huvudbältet som upptäcktes den 20 oktober 1985 av den tjeckiske astronomen Antonín Mrkos. Asteroidens preliminära beteckning var 1985 UN. Asteroiden fick senare namn efter Jitka Benes som arbetade vid Klet-observatoriet.
Jitka är medlem av Agnia-asteroiderna, en grupp av asteroider som har liknande banelement och tros vara del av en större kropp som splittrats. Gruppen har fått sitt namn av 847 Agnia. Andra asteroider som ingår I gruppen är 1020 Arcadia, 1228 Scabiosa och 2401 Aehlita. 
Jitkas senaste periheliepassage skedde den 8 juni 2019.[Uppdatering behövs]